# Yamaha XTZ 750
La Yamaha XTZ 750 va ser un model de motocicleta tipus trail. De concepte semblant a l'Honda XRV 750 (coneguda també com a Africa Twin), presentava un motor bicilíndric refrigerat per aigua. Els cilindres estaven disposats en línia, i el motor rendia una potència de 69CV. Als inicis, va coexistir amb una motocicleta més petita, la XTZ 600, fins que aquesta va ser substituïda per la XTZ 660. Seguint amb el costum de denominar les motocicletes monocilíndriques d'aventura amb el nom de Ténéré, la XTZ 750 va rebre el nom de SuperTénéré.
Tot i ser molt més pesada que les versions més petites, va tenir una bona acceptació per la seva fiabilitat i potència. Avui dia les XTZ 750 són ben valorades com a alternativa a les Honda Africa Twin degut al seu preu més baix i a la seva major potència.
Es va fabricar de 1989 a 1994. Avui dia no hi ha cap model fabricat per Yamaha que tingui un concepte semblant.

## Models Relacionats
- Yamaha XTZ 600
- Yamaha XTZ 660
- Honda XRV 750